# Phomopsis araucariae
Phomopsis araucariae är en svampart som beskrevs av Grove 1935. Phomopsis araucariae ingår i släktet Phomopsis och familjen Diaporthaceae.   Inga underarter finns listade i Catalogue of Life.